# Kalesija
Kalesija je općina u Bosni i Hercegovini.

## Zemljopis
Općina Kalesija smještena je u sjeveroistočnoj Bosni na području gornjeg toka rijeke Spreče, odnosno u njenoj aluvijalnoj ravni i južnim obroncima planine Majevice te sjevernim rubnim dijelovima Javornika. Općinsko područje danas ima površinu od 201 km² i čini 0,39 % teritorija Bosne i Hercegovine. Ima povoljan prirodnozemljopisni položaj. Preko njenog teritorija prolazi magistralna prometnica Tuzla – Zvornik, koja je naslijedila ulogu povezivanja spomenutog prostora još iz antičkog doba. Također, preko kalesijskog teritorija prolazi željeznička pruga Tuzla – Živinice – Kalesija – Zvornik. Zahvaljujući spomenutim komunikacijama područje Kalesije ima kvalitetniju vezu s regijom i ostalim dijelovima Bosne i Hercegovine.

## Stanovništvo
Po posljednjem službenom popisu stanovništva iz 1991. godine, općina Kalesija imala je 41.809 stanovnika, raspoređenih u 40 naselja.
| Stanovništvo općine Kalesija |                  |                  |                  |
| godina popisa                | 1991.            | 1981.            | 1971.            |
| Muslimani                    | 33.137 (79,25 %) | 29.178 (77,50 %) | 24.771 (76,03 %) |
| Srbi                         | 7659 (18,31 %)   | 7725 (20,51 %)   | 7606 (23,34 %)   |
| Hrvati                       | 35 (0,08 %)      | 34 (0,09 %)      | 40 (0,12 %)      |
| Jugoslaveni                  | 275 (0,65 %)     | 392 (1,04 %)     | 23 (0,07 %)      |
| ostali i nepoznato           | 703 (1,68 %)     | 318 (0,84 %)     | 137 (0,42 %)     |
| ukupno                       | 41.809           | 37.647           | 32.577           |

#### Kalesija (naseljeno mjesto), nacionalni sastav
| Kalesija           |                |                |                |
| godina popisa      | 1991.          | 1981.          | 1971.          |
| Muslimani          | 1111 (50,31 %) | 2678 (79,91 %) | 1993 (95,63 %) |
| Srbi               | 617 (27,94 %)  | 439 (13,10 %)  | 81 (3,88 %)    |
| Hrvati             | 16 (0,72 %)    | 11 (0,32 %)    | 1 (0,04 %)     |
| Jugoslaveni        | 97 (4,39 %)    | 157 (4,68 %)   | 1 (0,04 %)     |
| ostali i nepoznato | 367 (16,62 %)  | 66 (1,96 %)    | 8 (0,38 %)     |
| ukupno             | 2208           | 3351           | 2084           |

Na popisu 1991. godine iz sastava naseljenog mjesta Kalesija izdvojeno je samostalno naseljeno mjesto Kalesija (selo).

## Naseljena mjesta
Brezik, Bulatovci, Dubnica, Gojčin (dio), Hrasno Donje, Hrasno Gornje, Jeginov Lug, Jelovo Brdo, Kalesija, Kalesija (selo), Kikači, Lipovice, Memići, Miljanovci, Osmaci (dio), Petrovice, Prnjavor, Rainci Donji, Rainci Gornji, Sarači, Seljublje, Staro Selo, Tojšići, Vukovije Donje, Vukovije Gornje, Zelina (dio), Zolje i Zukići.
Poslije potpisivanja Daytonskog sporazuma veći dio općine Kalesija ušao je u sastav Federacije Bosne i Hercegovine. U sastav Republike Srpske ušla su naseljena mjesta: Borogovo, Caparde, Hajvazi, Kosovača, Kusonje, Mahala, Matkovac, Rakino Brdo, Sajtovići, Šeher i Viličevići, te dijelovi naseljenih mjesta: Gojčin, Osmaci i Zelina. Od ovog područja formirana je općina Osmaci.

## Promet
Zračna luka Tuzla dijelom se nalazi u općini Kalesiji.

## Poznate osobe
- Miralem Pjanić, bosanskohercegovački nogometaš